# Ештадіу Антоніу Коїмбра да Мота
«Ештадіу Антоніу Коїмбра да Мота» (порт. Estádio António Coimbra da Mota) — футбольний стадіон в Ештурілі, Португалія, домашня арена ФК «Ештуріл».

## Опис
Стадіон побудований у 1938 році, відкритий у 1939 році. У 2010 та 2014 роках арена реконструйовувалася та розширювалася. Було досягнуто місткості 8 015 глядачів.
У 2004 році арена слугувала тренувальною базою Збірної Швеції з футболу в рамках підготовки до Чемпіонату Європи з футболу 2004 року. 
Стадіон приймає домашні матчі Збірної Португалії з футболу U-21 та Збірної Португалії з регбі.